# Rust Never Sleeps
Rust Never Sleeps är ett album med Neil Young & Crazy Horse som släpptes 1979. Merparten av albumet är inspelat live under en turné 1978, låtarna "Sail Away" och "Pocahontas" är dock inspelade vid andra tillfällen. Livekänslan har också tonats ner genom att mycket publikljud tagits bort. Albumets första halva är akustisk medan elektrisk förstärkning används på andra halvan. Även om låtarna till stor del är inspelade live består det helt av nytt material. Från samma turné gavs också albumet Live Rust ut, på vilket även liveversioner av äldre låtar ingår.
Albumet medtogs i listan The 500 Greatest Albums of All Time i magasinet Rolling Stone.

## Låtlista
Samtliga låtar skrivna av Neil Young, om inte annat anges.
1. "My My, Hey Hey (Out of the Blue)" (Jeff Blackburn/Neil Young) - 3:45
2. "Thrasher" - 5:38
3. "Ride My Llama" - 2:29
4. "Pocahontas" - 3:22
5. "Sail Away" - 3:46
6. "Powderfinger" - 5:30
7. "Welfare Mothers" - 3:48
8. "Sedan Delivery" - 4:40
9. "Hey Hey, My My (Into the Black)" - 5:18

## Medverkande
- Neil Young - gitarr, munspel, sång
- Crazy Horse spår 6-9
  - Frank "Pancho" Sampedro - gitarr, sång
  - Billy Talbot - bas, sång
  - Ralph Molina - trummor, sång
- Nicolette Larson - sång på "Sail Away"
- Karl T. Himmel - trummor på "Sail Away"
- Joe Osborne - bas på "Sail Away"

## Listplaceringar
| Lista (1979)   | Position             |
| -------------- | -------------------- |
| Finland        | 9                    |
| Kanada         | 28 (RPM)             |
| Nederländerna  | 19                   |
| Nya Zeeland    | 7                    |
| Sverige        | 9 (Topplistan)       |
| Storbritannien | 13 (UK Albums Chart) |
| USA            | 8 (Billboard 200)    |